# Sagay (Negros occidental)
Pour les articles homonymes, voir Sagay.
Sagay (Sagay City) est une municipalité de la province de Negros occidental, île de Negros, aux Philippines.
Le toponyme vient du nom du coquillage sigay courant de la région.
La cité se compose de 25 Barangays (quartiers/districts/villages) : Andres Bonifacio, Bato, Baviera, Bulanon, Campo Himoga-an, Colonia Divina, Fabrica,
General Luna, Himoga-an Baybay, Lopez Jaena, Malubon, Maquiling, Molocaboc, Old Sagay, Paraiso, Plaridel, Poblacion I (Barangay 1), Poblacion II (Barangay 2), Puey, Rafaela Barrera, Rizal, Sewahon I (Campo Santiago), Taba-ao, Tadlong, Vito.

## Divers centres d'intérêt
- Sagay Marine Reserve (en), sur 320 km2,
- Ancienne enclave espagnole de Sitio (Sagay) (en) à l'époque de la colonisation espagnole aux Philippines,
- Musée pour les enfants Museo Sang Bata sa Negros,
- Jardin botaniqueSagay City Garden & Living Tree Museum.